# Electrolux
El Grupo Electrolux es una corporación multinacional sueca que fabrica electrodomésticos para uso doméstico y profesional, vendiendo más de 55 millones de productos al año a clientes de 160 países.
Los productos de Electrolux incluyen frigoríficos, lavavajillas, lavadoras, microondas, placas vitrocerámicas y de inducción, hornos, máquinas para hacer pasta, aires acondicionados, aires acondicionados portátiles y aspiradoras, entre otros productos vendidas bajo las marcas: Electrolux, Lux,  AEG, Zanussi, Corberó, Benavent, Eureka (aspiradoras), Frigidaire, Fensa, Mademsa y Somela, entre otras.
En 2011, Electrolux tuvo ventas por valor de 101.598 millones de coronas suecas y 52.916 empleados. Electrolux tiene 22 fábricas en Europa y Chile, posee un 28% del mercado de electrodomésticos para el hogar.

## Historia
- 1901: AB Lux, se establece en Estocolmo. La compañía lanza la lámpara Lux, una lámpara de queroseno para el uso al aire libre, que demuestra un tremendo éxito de ventas. La lámpara también es utilizada en faros alrededor del mundo.
- 1912: La primera aspiradora se producen en Suecia. Axel Wenner Gren las distribuye por varios países de Europa. Comienza la modalidad de venta puerta a puerta.
- 1915: La venta puerta a puerta adquiere un notable crecimiento. La demostración del producto en la propia casa de los consumidores es rápidamente aceptada.
- 1919: Nace Electrolux a raíz de la fusión de Elektromekaniska y Lux. Se designa a Awel Wenner-Gren como Gerente General.
- 1925: Electrolux lanza el primer refrigerador de absorción, el "D-fridge" en el mercado mundial. Para muchas personas "esta caja maravillosa" resuelve el problema de preservar la comida fresca en la propia casa.
- 1930: Se lanza el primer refrigerador empotrado. Un producto compacto acorde a los pequeños espacios que conformaban los departamentos en aquel tiempo.  Harry G Faulkner es designado presidente.
- 1940: La Segunda Guerra Mundial paraliza muchas de las plantas de Electrolux. El grupo reorganiza su producción y comienza a fabricar filtros aéreos para el ejército sueco.
- 1950: Electrolux comienza a fabricar aspiradoras y lustradoras en Sao Paulo.
- 1951: Se desarrolla la primera lavadora doméstica.
- 1956: El Grupo lanza el primer Freezer de pozo. La facturación de aquel año excede los 55 millones de dólares.
- 1959: Se produce por primera vez el primer refrigerador combinado con Freezer.
- 1969: El Grupo comienza sus negocios en USA y en Asia comenzando de esta manera una vertiginosa carrera de globalización.
- 1974: Eureka, una de las compañías más importantes, fabricante de productos de la línea de aspiración de USA, es adquirida por el Grupo, convirtiéndose de esta manera en el primer productor mundial de aspiradoras.
- 1978: Ampliando sus líneas de producto, Electrolux adquiere Husqvarna, empresa fabricante de productos relacionados con el jardín y con el campo.
- 1984: Con la adquisición de Zanussi, el Grupo se posiciona como el  principal productor de electrodomésticos de Europa.
- 1986: Electrolux continua consolidándose y adquiere en USA las compañías Frigidaire, Kelvinator, Gibson, White Westinghouse, Poulan y Weed Eater.
- 1994: El Grupo conmemora su 75.º aniversario. Adquiere la división de electrodomésticos de AEG.
- 1996: La empresa se afianza en el mercado brasileño al adquirir la compañía Refripar.
- 1997: Michael Treschow es designado Presidente del Grupo. Este mismo año la página de Internet de Electrolux es distinguida con premios honoríficos al "Mejor diseño" y el  "Special Grand Award" en el Scandinavian Interactive Media Event (SIME).
- 1998: La familia Von der Becke compra el Grupo Lux a Electrolux, desligándose así Lux de Electrolux.[2]
- 1999: Electrolux y Ericsson se unen formando una empresa conjunta con el objetivo de explorar y desarrollar soluciones tecnológicas para las futuras  "casas inteligentes".
- 2011: Electrolux Chile compra al conglomerado chileno Sigdo Koppers, el 64% de las acciones de la Compañía Tecno Industrial (CTI S.A.), adquiriendo las marcas Fensa, Mademsa y Somela. Además cuenta con su filial Inmobiliaria e Inversiones ICON Limitada en el país.
- 2014: Electrolux intenta comprar por 3.300 millones de dólares la división de electrodomésticos de General Electric para ganar peso en América del Norte, pero GE retira la venta de dicha división.[3]

## Marcas
- Electrolux
- AEG
- Zanussi
- Faure
- Corberó
- Eureka (aspiradoras)
- White Westinghouse (no confundir con Westinghouse Electric)
- Frigidaire
- Fensa
- Mademsa
- Somela